# 1589 en science
| Années de la science : 1586 - 1587 - 1588 - 1589 - 1590 - 1591 - 1592    |
| Décennies de la science : 1550 - 1560 - 1570 - 1580 - 1590 - 1600 - 1610 |

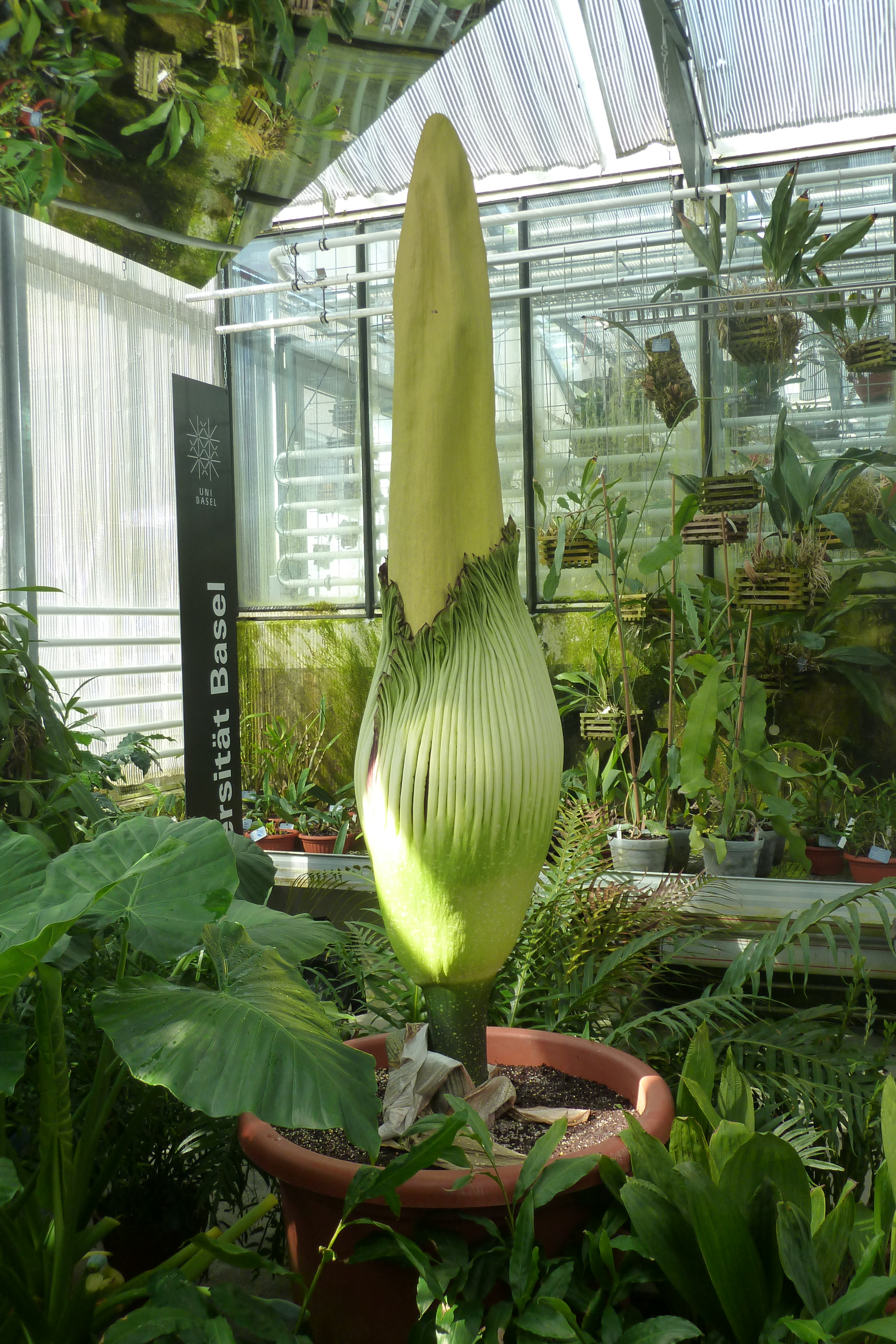

Cet article présente les faits marquants de l'année 1589 en science.

## Événements
- Juillet : Galilée devient professeur de mathématique à l'université de Pise (1589 à 1592) ; il donne sa leçon inaugurale le 12 novembre[1].
- Septembre : François Viète, au service d'Henri IV, parvient à casser les codes[2] des lettres secrètes espagnoles[3].

- William Lee invente un métier à bas[4].

## Publications
- Giovanni Antonio Magini : Novæ cœlestium orbium theoricæ congruentes cum observationibus N. Copernici, Venise, 1589.
- Lorenz Scholz von Rosenau : Aphorismorum medicinalium, Scharffenberg, Breslau 1589.
- François Viète
  - Deschiffrement d'une lettre escripte par le Commandeur Moreo au Roy d'Espaigne son maître. Tours, Mettayer, 1590, 20 p.
  - Francisci Vietæi opera mathematica : in quibus tractatur canon mathematicus, seu ad triangula. Item Canonion triangulorum laterum rationalium: vnà cum vniuersalium inspectionum ad Canonem mathematicum, libro singulari, Londres, François Bouvier.
- Gerardus Mercator, géographe flamand : Italiae, Sclavoniae et Graeciae Tabule geographice, la quatrième section de son Atlas.
- Giambattista della Porta : Magia naturalis, ouvrage sur la chimie et l'alchimie (deuxième édition en vingt volumes).
- Jacques de Cahaignes, Traité du vin et du cidre, Caen, Pierre Le Chandelier, 1589, in-8°, traduction en français du De vino et pomaceo de Julien Le Paulmier (1588).

## Naissances
- 10 août : Claude Richard (mort en 1664), mathématicien français.
- 2 novembre : Giovanni Battista Zupi (mort en 1650), jésuite, astronome et mathématicien italien.

- Augustin de Beaulieu (mort en 1637), navigateur et explorateur français.
- Johann Georg Wirsung (mort en 1643), anatomiste allemand.
- Lazare Rivière (mort en 1655), médecin français.
- François Vautier (mort en 1652), médecin et botaniste français.

## Décès
- 22 mars : Lodovico Guicciardini (né en 1521), écrivain, historien, géographe et mathématicien italien.
- 7 avril : Giulio Cesare Aranzio (né en 1530), médecin italien.